# Нежихов (Брагинский район)
Нежихов (бел. Нежыхаў) — упразднённая деревня в Храковичском сельсовете Брагинского района Гомельской области Беларуси.

## География

### Расположение
В 39 км на юго-запад от Брагина, 67 км от железнодорожной станции Хойники (на ветке Василевичи — Хойники от линии Калинковичи — Гомель), 158 км от Гомеля.
Расположен на территории Полесского радиационно-экологического заповедника.

### Гидрография
Кругом мелиоративные каналы.

## Транспортная сеть
Транспортные связи по просёлочной, затем автомобильной дороге Комарин — Брагин.
Планировка состоит из короткой прямолинейной широтной улицы, которая на западе присоединяется к короткой меридиональной улицы. Застройка деревянными домами усадебного типа.

## История
По письменным источникам известна с XVIII века как деревня в Речицком повете Минского воеводства ВКЛ. По инвентарю 1784 г. 7 дымов, 20 волов, 14 коров. После 2-го раздела Речи Посполитой (1793 год) в составе Российской империи.
С 8 декабря 1926 года по 30 декабря 1927 года центр Нежиховского сельсовета Брагинского района Речицкого, с 9 июня 1927 года Гомельского округов.
В 1929 году организован колхоз.
Во время Великой Отечественной войны в Слободских лесах, что недалеко, размещался Брагинский подпольный райком КП(б)Б и штаб партизанской отряда имени Г. И. Котовского. В мае 1943 года фашисты полностью сожгли деревню и убили 30 жителей. Через Нежихов во время Великой Отечественной войны проходил партизанский отряд Колпака.
В 1959 году входила в совхоз «Слободской» (центр — деревня Выгребная слобода).
20 августа 2008 года деревня упразднена.

## Население
После катастрофы на Чернобыльской АЭС и радиационного загрязнения жители (44 семьи) переселены в 1986 году в чистые места.

### Численность
- 2010 год — жителей нет

### Динамика
- 1850 год — 16 дворов
- 1897 год — 33 двора, 227 жителей (согласно переписи)
- 1908 год — 47 дворов, 322 жителя
- 1940 год — 60 дворов, 240 жителей
- 1959 год — 232 жителя (согласно переписи)
- 1986 год — жители (44 семьи) переселены

## Известные уроженцы
- Пилипенко Михаил Фёдорович — заслуженный деятель культуры Республики Беларусь, доктор исторических наук, профессор
- Давыденко С. П. — белорусский писатель